# هارون سكيلتون
هارون سكيلتون (بالإنجليزية: Aaron Skelton)‏ هو لاعب كرة قدم بريطاني في مركز الوسط، ولد في 2 نوفمبر 1974 في ولوين جاردن سيتي في المملكة المتحدة. لعب مع كولتشستر يونايتد ونادي بول تاون ونادي لوتون تاون وهافانت أند ووترلوفيل.

## وصلات خارجية
- هارون سكيلتون على موقع قاعدة بيانات كرة القدم.إي يو (الإنجليزية)
- هارون سكيلتون على موقع Soccerbase.com (لاعب) (الإنجليزية)